# Panier-repas

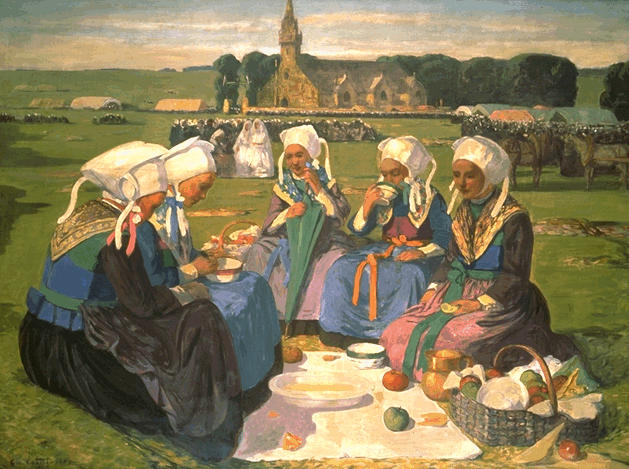
Femmes de Plougastel au Pardon de Sainte-Anne-La-Palud, Charles Cottet (1903).

Le panier-repas, constitue le repas généralement préparé chez soi pour être mangé ailleurs (sur le lieu de travail, à la cantine ou en piquenique). Il peut parfois être acheté en magasin ou être fourni à l’hôtel pour les touristes, voire au restaurant.
Le panier-repas peut être emporté dans divers contenants par son consommateur ou lui être apporté sur le lieu de travail, généralement par un membre de la famille. Cette dernière habitude était fréquente dans les zones rurales ; elle a donné lieu, en Inde, à la création du métier de dabbawallah.

## Histoire

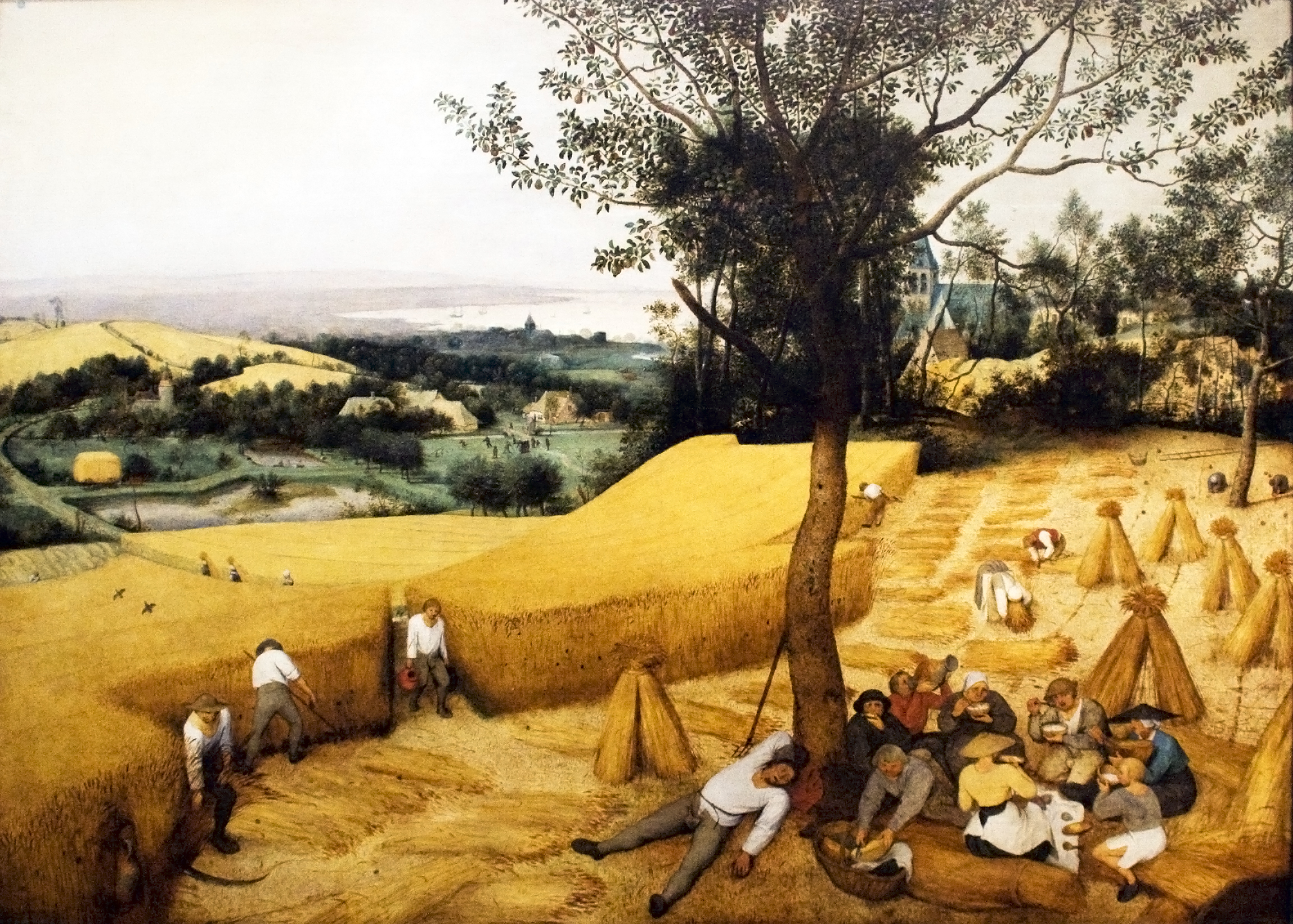
Pieter Brueghel l'Ancien, La Moisson (1565).

L’une des plus anciennes mentions de ce type de repas se trouve dans la Bible où il est dit que le prophète Habacuc, alors en Judée, avait préparé une bouillie et des morceaux de pain dans une corbeille pour les porter, comme repas, aux moissonneurs. Cette pratique est restée vivace pendant des siècles.

## Autres dénominations
On appelle « briquet » le casse-croute, composé d'une double tartine beurrée garnie de fromage ou de charcuterie, qu'emportaient avec eux les mineurs dans le nord de la France et en Wallonie.
En Belgique, le terme « panier-repas » est peu utilisé : dans les écoles, par exemple, on parle habituellement de « repas tartines ».

## Composition

### Contenu

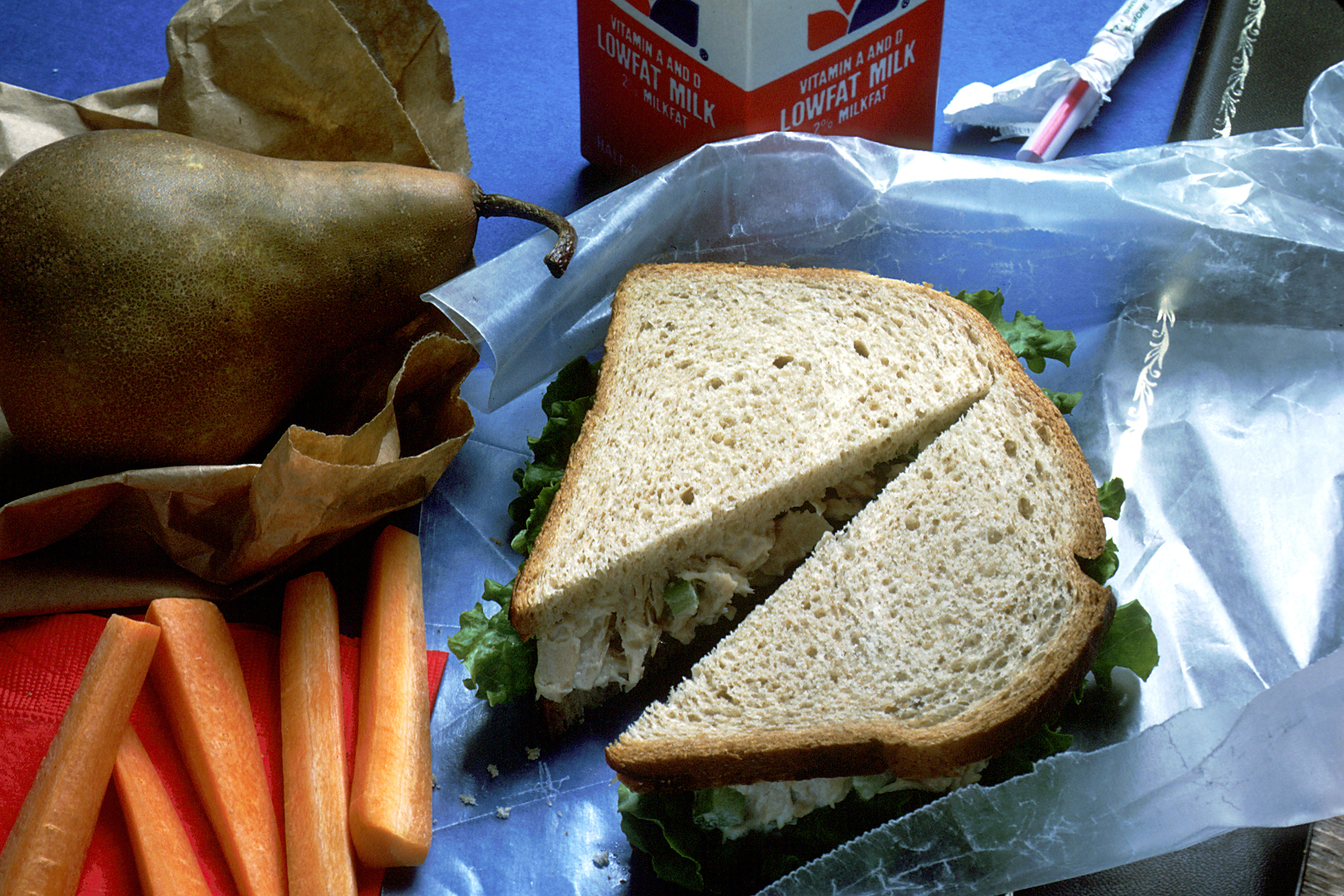
Composition équilibrée : pain, carottes, salade, poire, lait.

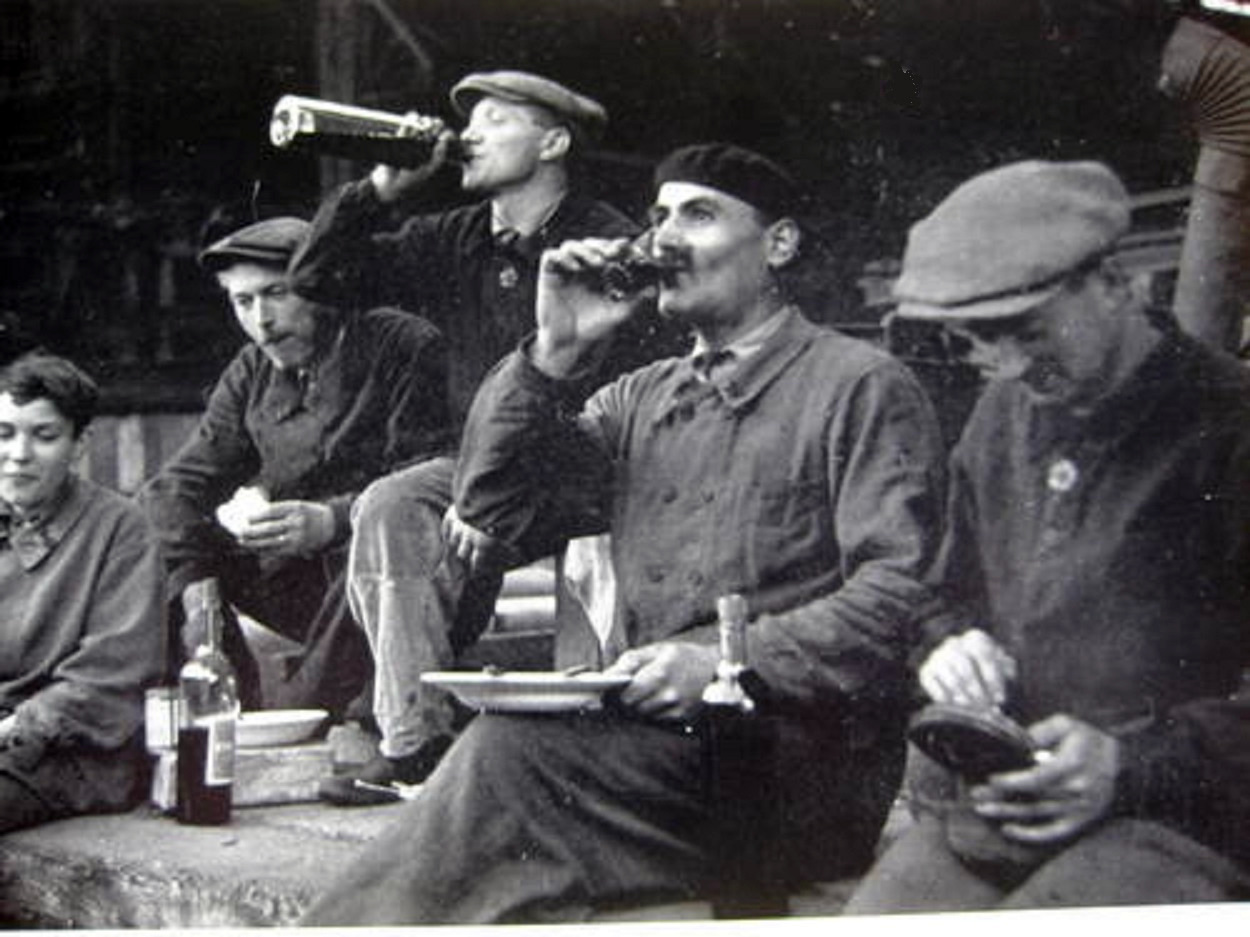
Repas sorti du panier sur un chantier à Paris dans les années 1930.

La composition du panier-repas dépend des habitudes alimentaires et des ressources financières. En Occident, ce peut être un simple casse-croute, un sandwich, ou un repas plus complet composé de pain, légumes, laitages, fruits et boissons.

#### Emballage
Les aliments peuvent être emballés ou non ; le pain, l’oignon, les fruits ne le sont généralement pas.
Ils peuvent être placés dans une gamelle ou dans un porte-diner. Cet ustensile, dénommé « pornier » — mot-valise constitué par crase de « porte » et « diner » — dans le Poitou, la Saintonge, l’Aunis, consiste en un « vase en fer-blanc formé de deux compartiments qui s'enchâssent l'un dans l'autre et dont on se sert pour porter la soupe et le dîner à ceux qui travaillent au loin dans les champs ». Il s’agit donc d’un pot dont le couvercle retourné sert de assiette. En Touraine, le pornier pouvait être en terre ou en bois.
Les simples tartines sont souvent placées dans une « boite à tartines », ou simplement emballées dans du papier, du film étirable ou une feuille d'aluminium comme on le fait aussi pour le morceau de fromage.
Les œufs durs peuvent être transportés dans une boite à double compartiment. Celle en aluminium était fermée par une lanière de cuir, celle en plastique qui se clipse est munie d'un petit compartiment central réservé au sel.
Les boissons, jadis presque toujours transportées dans une outre ou dans une gourde, peuvent être conditionnées en topette ou en bouteille de verre ou de plastique que remplacent souvent, à partir du XXe siècle, la canette et le berlingot. La bouteille isotherme est également utilisée.

### Contenant

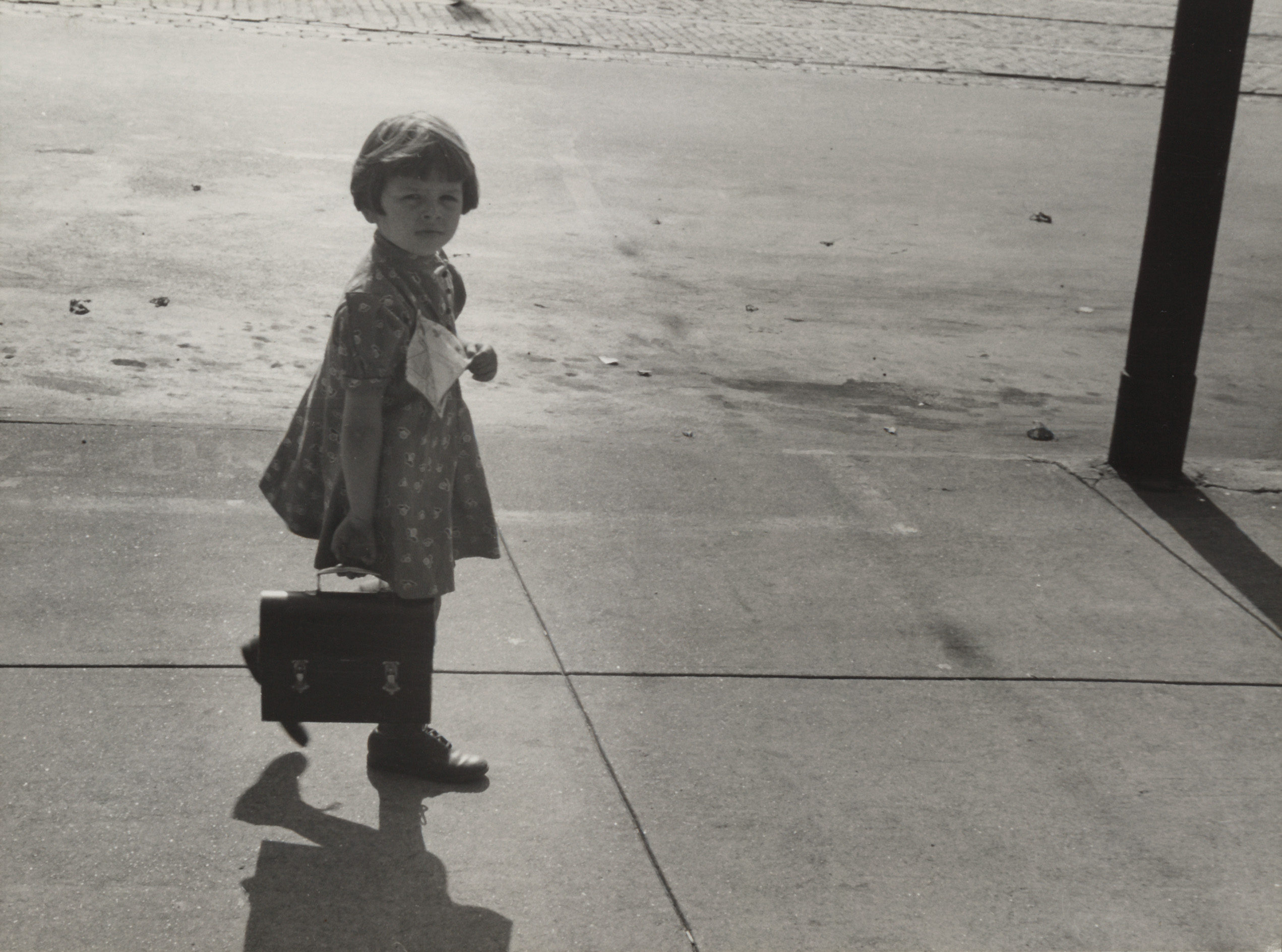
John Vachon (1938). Au Nebraska, fillette apportant, dans une mallette, le panier-repas de son père.

Le panier-repas a été transporté dans divers contenants selon les époques.
Le panier d’osier ou de jonc, utilisé depuis l’Antiquité, est resté en usage dans toutes les classes sociales jusqu’au XXe siècle.
Le bissac (double sac de toile ou de cuir) était le contenant des provisions pour les paysans, les compagnons ou les chemineaux, les soldats, les voyageurs à pied — tels Candide —, à cheval, à dos d’âne — comme Sancho Panza — ou à dos de chameau, mais aussi pour les « bourgeois du samedy » normands. Les cyclistes et les motards l’emploient aussi.
La besace de toile ou de cuir, composée de deux compartiments, était portée sur l’épaule ou sur le dos de l’agriculteur ou de l’ouvrier, laissant les mains libres de porter un cruchon ou un outil ; dans une des poches, on plaçait les aliments solides, et les boissons dans l’autre.
La musette se portait en bandoulière, le havresac sur le dos.
En 1885, le Guide Tinnenbrock des Environs de Paris conseille le « panier Niniche » : il contient le couvert, des gobelets de fer-blanc, une gourde et une cafetière à réchaud ; il va être transformé en « mallette à picnic » par Hermès en 1925. La firme française Amieux Frères, profitant du développement du tourisme au début du XXe siècle, ajoute à sa boite d’ustensiles « Pic-nic » des boites de conserve fine, du vin de Médoc, de la fine Champagne et du chocolat.
Le panier-repas peut être aussi simplement transporté dans des sacs, une mallette de travail, un cartable ou dans un sac plastique, mais d’autres contenants, comme la poche d’un vêtement ou même le chapeau et le bas de laine, ont été également utilisés.

## Politique
L’utilisation de sacs en papier brun pour le panier-repas, aux États-Unis, est connue sous l’appellation brownbagging et le temps du repas peut comporter une réunion informelle de travail. Lors des négociations de paix à Kaesong au cours de la guerre de Corée, les délégués américains ont refusé le repas proposé par leurs hôtes chinois et utilisé leurs propres paniers-repas en sachets bruns, ce qui constituait une rebuffade.

## Dans les arts

### Peinture

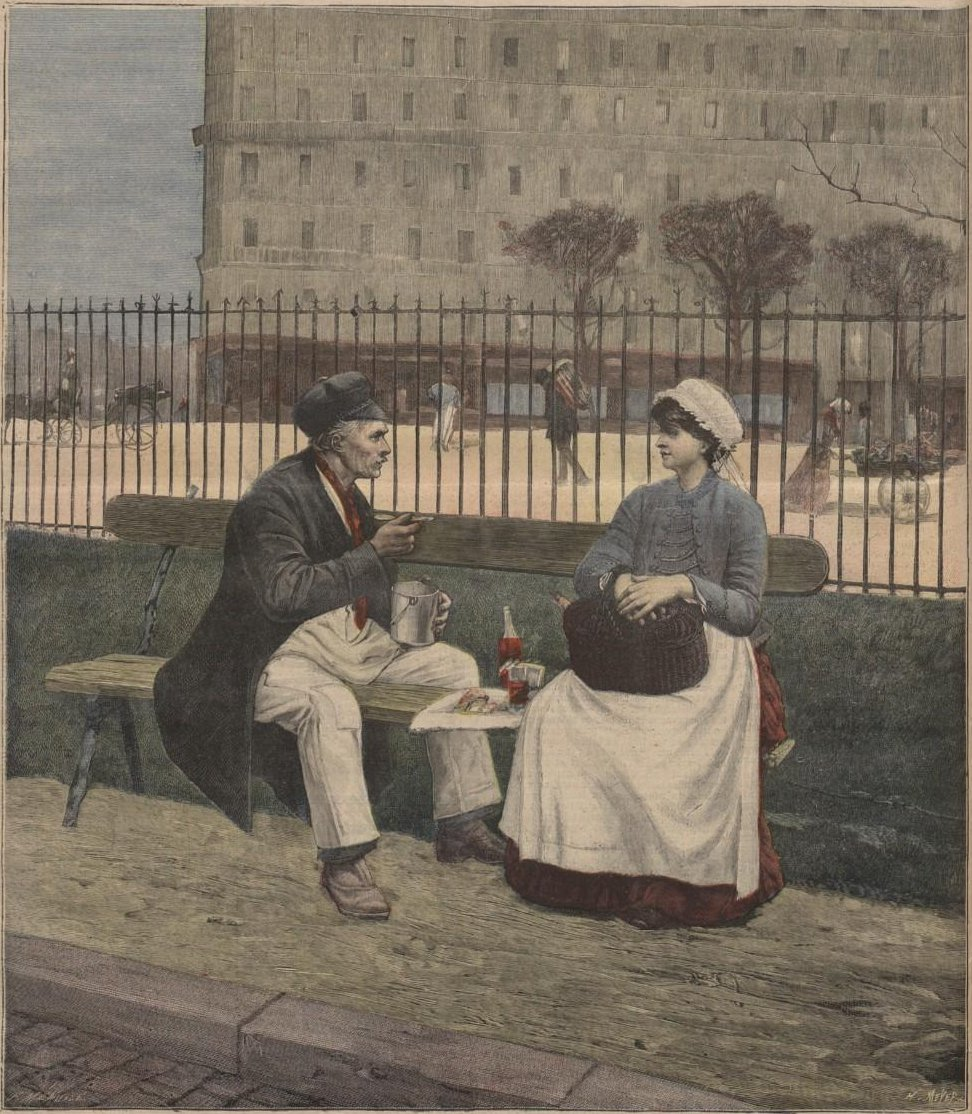
Henri Cain, Le Déjeuner de l’ouvrier (1891).

Le panier-repas est fréquemment représenté en peinture, soit lors de parties de campagne ou de piqueniques comme dans Le Déjeuner sur l'herbe, soit dans des scènes de travail comme dans La Moisson de Pieter Brueghel l'Ancien ou dans Les Moissonneuses d’Eugène Fromentin.

### Cinéma
Le panier-repas fait partie d’une des scènes cultes d’Une vie difficile de Dino Risi : il constitue le repas de saint Mathieu et saint Pierre au fond des fausses catacombes. Il est au centre du sketch de Pasolini dans La Ricotta et René Allio le met en évidence par un plan rapproché dans Les Camisards.

### Chanson
Dans sa chanson Les Cornichons (1969), Nino Ferrer énumère un long inventaire du panier-repas préparé pendant trois jours par sa maman (sans oublier « les bouteilles, les paquets, et la radio ! »). Panier-repas, hélas, mangé à la maison à cause de la pluie.